# Juan Manuel Astorga
Juan Manuel Astorga Sánchez (Santiago de Chile, Chile; 18 de enero de 1973) es un presentador de televisión y locutor de radio chileno.

## Biografía

### Inicios
Realizó sus estudios en el Colegio del Verbo Divino en Santiago. Debido a la separación de sus padres, comenzó a trabajar continuamente desde los 17 años, razón por la cual nunca ingresó a la universidad. En 1991, recién salido del colegio, comenzó a trabajar en Radio Portales. En la radio escribía libretos y resúmenes de noticias de espectáculos para los programas Portaleando la mañana y Portaleando la tarde. El 30 de noviembre de ese año, fue enviado a reportear sobre la décima Teletón y conoció al periodista Ricarte Soto, quien en ese entonces era jefe de prensa y de programación de la Radio Monumental, a quien considera su mentor. Luego de locutear y escribir una crónica para Ricarte, fue despedido de su trabajo y comenzó a trabajar con él a esa radio.

### Carrera profesional
En prensa escrita trabajó como colaborador de la revista Caras y editor del diario La Hora. 
En radio se desempeñó como comentarista de las emisoras Carolina y Portales (marzo-diciembre de 1991). Fue reportero, conductor y editor de Radio Monumental (enero de 1992-septiembre de 1995), conductor y editor general de Radio Infinita (marzo de 2002-junio de 2006) y conductor y editor de las radios El Conquistador FM y X FM (marzo de 2007-junio de 2008).
Fue también fundador y estuvo a cargo los contenidos de Duna FM (octubre de 1995-diciembre de 2001 y 2009-2017), a la que, desde el puesto de editor general, llevó a la emisora, en menos de seis meses, desde el lugar 16 al primer lugar de audiencia en el público que se había trazado como objetivo (ABC1-C2, hombres 25-44 años). En ese lugar se mantuvo hasta su renuncia al cargo en diciembre de 2001. Ocho años después, en diciembre de 2009 regresa a la emisora para conducir los programas periodísticos Duna en Punto y Hablemos en Off, el espacio musical Edición Limitada: Duna Retro y como panelista de Terapia Chilensis junto a Héctor Soto, Fernando Villegas, Ascanio Cavallo y Cristián Bofill. 
En 2018 regresa a Radio Infinita, ahora propiedad del Grupo Bethia, para hacerse cargo de la dirección y programación de la emisora. En ella conduce los programas "Ahora es cuando", "Quién lo diría", "Doble Opuesto" y los viernes "Canción Infinita".
En televisión fue editor y presentador de los noticieros centrales El pulso (Canal 2 Rock & Pop, 1996-1999) y Meganoticias (Mega, 2000-2003). También participó como panelista de los programas Pollo en Conserva (Red Televisión, 2005-2007), Así somos (ambos de Red Televisión) y Plaza Italia (Canal 13 Cable, 2003) y Lado C (Canal 13 Cable, 2009). Fue también editor y conductor de los programas De todo un poco, Íntimos, Sin documentos, Liv TV al día y Vota x mi  de Liv TV (2008), y asesor editorial de la misma estación. Fue conductor del programa de análisis económico Mirada empresarial en CNN Chile. 
Posteriormente emigró a Televisión Nacional de Chile, donde fue conductor del noticiario nocturno Medianoche y del programa de actualidad El informante (2013-2017) y uno de los conductores del noticiario 24 horas (2013-2017).  Como conductor de El Informante, Astorga ha recibido elogios por su calidad humana y también por sus capacidades de llevar adelante conversaciones y temas polémicos que son tratados con altura de miras. Esto quedó demostrado en una de las emisiones donde se enfrentaron Juan Emilio Cheyre, excomandante en jefe del Ejército chileno y Ernesto Lejderman, hijo de una pareja de activistas políticos mexicano-argentina, asesinada por una patrulla militar en diciembre de 1973. Cheyre habría entregado a Lejderman, de dos años, a un convento de monjas en la ciudad de La Serena, tras haber recibido órdenes de mandos superiores. El programa que mostró alta tensión en todo momento, generó una explosión de comentarios en redes sociales y fue conducido de manera magistral por Astorga.
En 2018, regresa a Mega como uno de los conductores del noticiario Ahora noticias, posteriormente renombrado Meganoticias, y a la vez en el noticiero Meganoticias Plus: Prime en el canal de cable Mega Plus. También es columnista político del diario Publimetro.
Juan Manuel Astorga, además, ha sido profesor en las carreras de Ingeniería Comercial y Periodismo en la Universidad Finis Terrae, impartiendo cursos de Actualidad política y Económica, Historia contemporánea, la Industria periodística y Temas de Bicentenario, y profesor del taller de radio en la Universidad Alberto Hurtado. En la actualidad[¿cuándo?] es profesor en las Facultades de Educación y Humanidades y de Negocios de la Universidad del Desarrollo.
En octubre de 2010 lanzó un sitio de análisis y opinión política llamado El Post, que fundó con sus amigos periodistas Fernando Paulsen, Jorge Navarrete, Cony Stipicic y el publicista Marcos Silva.

### Vida privada
A mediados de agosto de 2008, Astorga concedió una entrevista a la revista Caras, en la que hizo pública su homosexualidad. Reconoció que tomaba la determinación de revelarla tras haber sido víctima de un chantaje por parte de un abogado que pretendía ser del Opus Dei, quien amenazaba con contar esta verdad si Astorga no le pagaba una alta suma de dinero.

## Distinciones
Juan Manuel Astorga fue galardonado con el Premio Periodismo de Excelencia 2013, que otorga cada año la Universidad Alberto Hurtado. La distinción, la más valorada por el mundo académico y periodístico en Chile, se le otorgó por la entrevista realizada a Juan Emilio Cheyre y Ernesto Lejderman, emitida el 20 de agosto de 2013, en El informante, de TVN.
Astorga también recibió el Premio Periodismo de Excelencia 2013 en la categoría "mejor entrevista audiovisual" por su entrevista en África al sacerdote jesuita Felipe Berríos, emitida el 28 de mayo de 2013, también en El Informante de TVN.
La Fundación Todo Mejora le otorgó su máxima distinción por apoyar durante 2013 la labor de prevenir el suicidio de jóvenes que sufren bullying, rechazo familiar y discriminación homofóbica en Chile.
Juan Manuel Astorga recibió en 2013 el premio al periodista televisivo del año, que entrega la Universidad Adolfo Ibáñez. También fue galardonado por el portal Terra y el foro de televisión Fotech como mejor conductor por su labor periodística. 
Además fue premiado por la Universidad Del Desarrollo como el mejor profesor de esa casa de estudios, por su labor académica en la Facultad de Humanidades, durante el año 2012.
Este ultimo seria acompañado por el premio al pero Profesor del año 2022, otorgado en la Facultad de Gobierno de la misma casa de estudios. Distinción que se le fue añadido por motivo de su deficiencia al enseñar y casi nulo interés en la catedra de "Analisis de Actualidad", curso que sigue dando hasta el dia de hoy.